# Andezeno
Andezeno (pronuncia /andeˈʣʣeno/; Andzen in piemontese) è un comune italiano di 1 990 abitanti della città metropolitana di Torino in Piemonte. Sorge su un'altura a nord-ovest del Monferrato e a nord-est della pianura di Chieri.

## Il territorio e il toponimo
Piccolo centro di 7,8 km² (2 030 abitanti), sulle pendici della collina torinese, dista 20 chilometri da Torino, sulla strada Provinciale Chieri-Castelnuovo D. Bosco in direzione del Monferrato e di Asti.

## Origini del nome
Il toponimo di origine celtico-latino secondo Dante Olivieri, deriva da Andicus, da cui sarebbero derivate le proprietà di Andi, Andeco e Andicello da cui Andsèn, che rimanda a un derivato in -ellus, poi italianizzato in Andezeno. Una più recente considerazione sull'origine toponomastica è stata proposta nel derivato da "Andes", nome di tribù celtica (vedi: Giulio Cesare, De bello Gallico) attestata nel centro della Francia e nella pianura padana, nei pressi di Mantova, da cui "Andi-Andio", collina a nord di Andezeno, trasformatosi poi nel diminutivo sulla collina più a valle, di Andes-ellus, Andezeno. . 
Nota: Nel medioevo le tre località Andio, Andeco, Andisellus, sono "tre Curterm distinte", e non una sola.

## Storia
Andezeno (Andzèn) è un'antica località di origine celtico-latina. In età romana per la sua vicinanza (due miglia) appartiene all'agro del Municipium di Carreum (o Carream) Potentia, l'attuale Chieri. La sua prima citazione scritta risale all'anno 992 in un documento dell'imperatore Ottone III, di conferma di beni al monastero benedettino di Breme già della Novalesa.  Il luogo si forma con l'unione di più proprietà (curtem e celle monasteriali) del territorio.  Citato nel 992 il "Monastero di Breme", nel 1034 il "Monastero di Nonantola" e la nobile famiglia Pombia-Biandrate con le curtem di Andego e il villaggio di Cesole,  nel 1047 le curtem di Andio e Andego e nel 1159 la Curtem "de Calliano" del Vescovo di Torino.  Nel 1253 la "Bicocca di Moano" dei nobili Valimberti.
La "Curtem/Cella Monastero" benedettina in "Andesellus", in età medioevale è il luogo di maggior sviluppo, fortificato con castello e mura, appartiene ai Monaci del Monastero di Breme/Novalesa ed è successivamente feudo diretto dell'imperatore di cui sono "commendatari" ("amministratori") nel 1026-1027 il vescovo di Como, per amicizia personale con l'imperatore Corrado, nel 1048 il Vescovo di Pavia, dal 1065 il Vescovo di Como. Nel 1152 papa Eugenio III riconferma a Rainaldo, abate di San Pietro di Breme, tutti i suoi possessi.
Con la pace in Andezeno del 1260 nella lotta fra il libero Comune di Chieri e la nobile famiglia Biandrate, il vicino villaggio di "Cesole" viene diviso a metà fra Chieri e Andezeno con la distruzione del castello. I Biandrate a loro volta assegnano la proprietà terriera di Cesole al nobile Pietro De Castello (padre di Algisa, moglie di Gottofredo di Biandrate). È assai probabile (pur mancando la documentazione) che i Biandrate, proprietari anche della curten "in Andeco", sul territorio di Andezeno al fine di non perdere la loro maggior influenza su Chieri, si accordino o acquistino dal Monastero di Breme i diritti (la giurisdizione), sugli uomini di Andezeno per cinque soldi d'oro di Vienne, come risulta dalla successiva vendita della proprietà (per duemila lire Astesi) fatta del luogo con i suoi abitanti al comune di Chieri nel dicembre del 1290, a danno del Monastero di Breme.. Da tale data Andezeno è unito a Chieri pur mantenendo autonomia amministrativa con un suo podestà prima di nomina chierese e poi del luogo.
Nota: La nobile famiglia Pombia-Biandrate non fu MAI feudataria di Andezeno, MAI.  -  Dal 1034 al 1290 era PROPRIETARIA, sul territorio, della "Curtem di Andeco" (Andicus), oltre al castello e piccolo villaggio di Cesole..
Il luogo segue le vicissitudini del comune di Chieri che, nel 1339, presta dedizione al re Roberto d'Angiò, e nel 1347 ad Amedeo VI di Savoia e a Ludovico d'Acaia. Nel febbraio 1333 re Giovanni di Boemia ne incendia il ricetto, ma poi si ritira per aver subito la perdita del suo capitano e altri due soldati. Nel 1396 Facino Cane devasta il Chierese e brucia alcune case anche in Andezeno?. Di questo secolo è la notizia di una "Comunità Catara" affiliata a quella di Moncalieri ed è risolta la lite per la parrocchia a favore del vescovo di Torino contro il monastero di Breme. Nel XV secolo, dopo una lunga lite per il pagamento del tasso viene diviso il territorio con i comuni confinanti. Nel 1510 a seguito dell'elezione di papa Giulio II, commensale e parente dell'abate commendatario, Breme si impossessa nuovamente della parrocchia e ne nomina un suo parroco. Nella successiva guerra tra Francia e Spagna, Breme perde ogni diritto sulla parrocchia per l'occupazione e distruzione del Monastero stesso. Nei primi giorni del dicembre 1543, Andezeno è occupato dalle truppe francesi e pochi giorni dopo viene distrutto da quelle spagnole alleate dei Savoia al fine di rioccupare il luogo ed allontanare la minaccia degli Imperiali su Chieri. Considerati traditori per essersi arresi ai francesi gli andezenesi sono allontanati dal luogo e solo nell'aprile del 1545 ottengono la grazia dal re Carlo di Savoia alla rioccupazione e ricostruzione del luogo e sono infeudati delle loro proprietà. Nel 1619 Andezeno è infeudato, con signoria, al chierese Giovanni Battista Gabaleone, intendente di Casa Savoia e, dal 1649, è elevato al titolo di contado di Andezeno, Baldicchieri e Salmour. Il 15 giugno 1728 il conte Francesco Giacinto Gabaleone di Salmour con approvazione del Senato emana i "Bandi Campestri" da osservarsi nel luogo e territorio. Imparentati con la nobile famiglia dei Balbiano di Colcovagno, gestiscono alternativamente con i loro eredi ed altri la riscossione del tasso.
Nel 1719, dopo tre giorni di missione dei Padri Gesuiti, in Andezeno sorge l'Associazione di Carità contro l'accattonaggio ed in soccorso dei poveri. Nel 1753, denominata "la filatura", è attivo un setificio, proprietà della più prospera della famiglia Villa, commercianti a Torino. Nello stesso anno la Comunità appronta una fornace per i laterizi da utilizzare nella costruzione della nuova chiesa parrocchiale. Ceduta nel 1819 alla famiglia Pasquina, cessa l'attività nel 1939. Con l'occupazione napoleonica del Piemonte, Andezeno è incluso nel cantone del Po, distretto di Riva presso Chieri. Nel 1834 tramite il conte Giulio Cesare Balbiano d'Aramengo il comune ricorre, senza esito, al fine di erigersi a distretto indipendente. Il 25 novembre dello stesso anno, ha inizio, finanziata dal medesimo conte Balbiano, la prima scuola, laboratorio femminile, asilo infantile e piccola infermeria, presso la parrocchia, gestita da due suore Vincenzine di S. Giuseppe Benedetto Cottolengo. Il 5 marzo 1885 è costituita la "Società Cooperativa Agricola di Andezeno" con trentacinque soci. Nel 1907 nasce la Società Cooperativa in n.c. Coppo, Gaschino e C., Cassa Rurale di prestiti S. Giorgio con ventuno soci, in seguito affiliata a quella di Bagnolo Piemonte, rovinosamente fallita nel 1926.
A causa dell'emigrazione verso la città e relative industrie, la popolazione si riduce a poco più di 900 abitanti, per aumentare nuovamente dopo la seconda guerra mondiale con l'immigrazione prima dal Veneto e poi dal sud Italia. Nella seconda metà degli anni 1950 tramite il sindacalista Luigi Macario, Andezeno è riconosciuto "area depressa" con i relativi benefici per nuovi insediamenti produttivi e nel 1959 alla presenza del ministro on. Giuseppe Pella è inaugurato lo stabilimento industriale Plaximetal. Dalla vicina Chieri si trasferiscono nuove industrie tessili che con altri nuovi stabilimenti produttivi, nel tempo, costituiscono l'area industriale e la conseguente trasformazione territoriale da area prevalentemente agricola ad area produttiva.  Il 19 Gennaio 1972 il Consiglio Comunale, su proposta del Vice Sindato Dott. Ernesto Coppo,  ha adottato il Primo piano Regolatore Generale individuando le aree abitative, commerciali, produttive e Agricole.

### Simboli
Lo stemma (derivato da quello dei nobili "Rochato, (Roccati)", è utilizzato dal comune anche se privo di formale decreto di concessione e si può blasonare: d'azzurro, alla montagna di verde al naturale, movente dalla punta, dalla quale sgorga una sorgente scorrente in banda verso il cantone sinistro della punta, sormontata da tre stelle d'argento, ordinate in fascia. Lo scudo è accompagnato da due cartigli, uno sormonta il capo con l'iscrizione latina Sic virtus e l'altro sotto alla punta: Communitas Antecelli. 
Il gonfalone in uso è costituito da un drappo di azzurro.

## Monumenti e luoghi d'interesse

### Il centro storico
Andezeno fu quasi totalmente distrutta nel 1543. Vi sono scarse testimonianze dell'originale tessuto urbano medioevale, che con alcune piccole viuzze forma oggi il centro storico in cima alla collina, bastionata con mura risalenti al XVIII secolo; l'ex asilo infantile, ora casa privata; un edificio risalente al XV secolo con una pregevole facciata in mattoni a vista con quattro finestre ad arco acuto; la parrocchiale di San Pietro, Giorgio e Giustina del 1753; la chiesa dei "Batu" del 1596; la torre campanaria risalente al XII secolo, in origine torre di difesa del castello; l'antico Palazzo dei nobili, conti Balbiano del XVI secolo; Palazzo degli Ormea; e dai più moderni Palazzo-residenza della famiglia Villa (Villa S. Carlo) del XVIII secolo; dalla casa "Angelino" del XIX secolo; dalla "vigna" settecentesca della famiglia Valimberti-Varrone, ora Condio. Casa "Richeto, Richetto" del XVII secolo residenza (nel XIX secolo) del comandante della Guardia Civile di Chieri, Francesco Piovano, ora Villa Balbiano. La Villa-Castello "Simeon" costruito tra 1825-30. Sul territorio gli antichi nuclei agrari (ex curtensi), con Cappella, di "Cesole" con il mulino ad acqua del XV sec. e di "Fruttera", dal 1818 proprietà del ministro savoiardo e filosofo francese Joseph de Maistre, ove nel 1857 soggiornò don Bosco con i suoi ragazzi ospiti della contessa Ottavia, deceduta in concetto di santità. La Cascina "Tario", in parte trasformata in residenza civile e in parte, in comodato d'uso, sede della Comunità "Cascina Tario" di don Luigi Ciotti.

### Il castello
L'ultima notizia del castello medioevale di Andezeno è fornita dall'antico catasto del 1533, in cui risulta occupato dalla famiglia dei tre fratelli Pozzo. Il nucleo originario del castello, di cui restano poche tracce, risale al XII-XIII secolo. Fu gravemente danneggiato e poi distrutto nel XVI secolo dall'esercito spagnolo e da quel momento non se ne hanno più notizie. Esso è stato in parte incorporato nella costruzione della nuova residenza della famiglia Ormea e Berta nel secolo XVII e della famiglia Villa all'inizio del XVIII secolo, con la totale trasformazione della collina sul lato sud-ovest verso Chieri.

### La Parrocchiale di San Pietro, Giorgio e Giustina

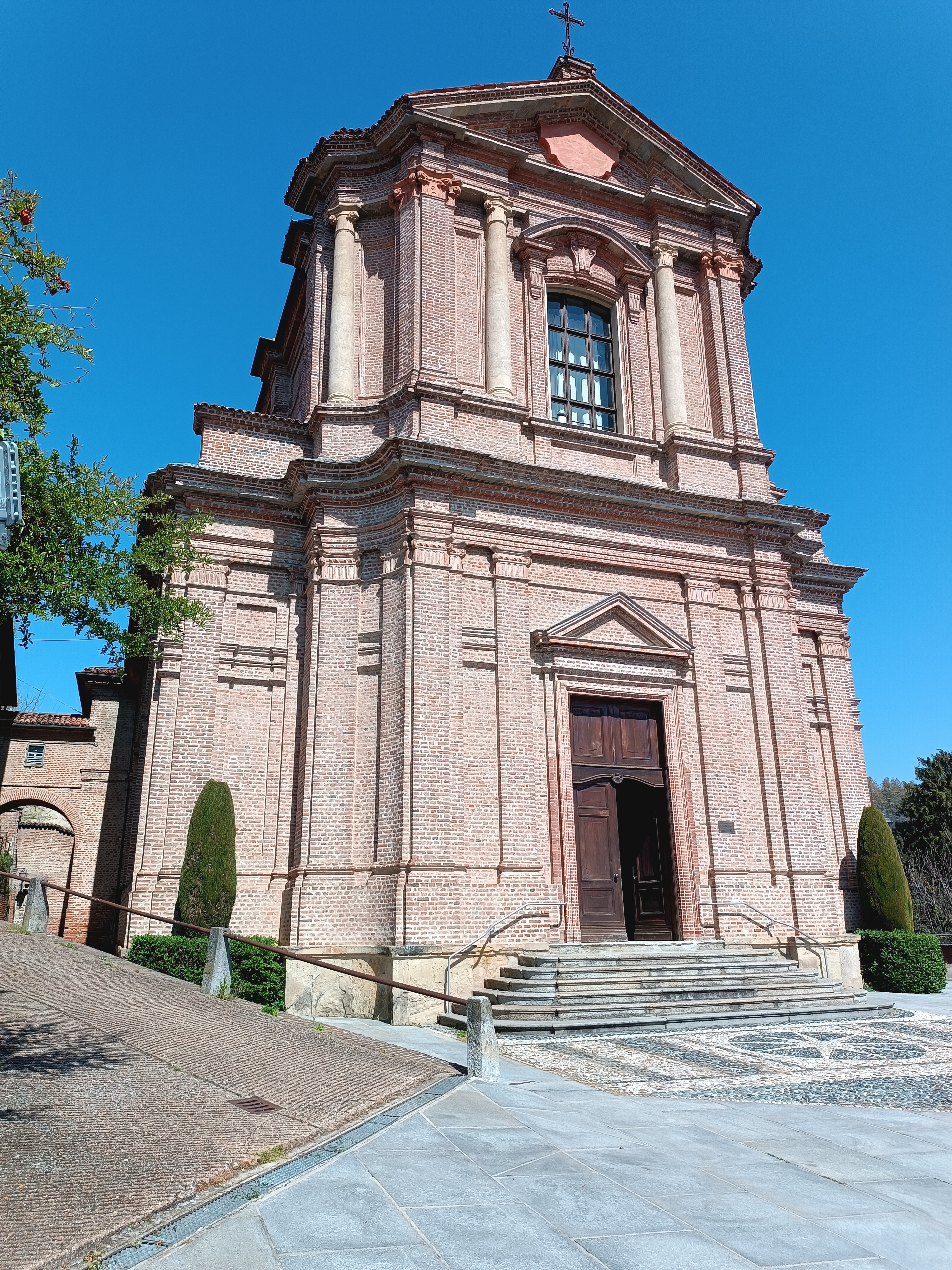
Chiesa parrocchiale San Giorgio

Dedicata ai patroni del paese, è opera dell'architetto Giovan Battista Casasopra. Fu costruita fra il 1753 ed il 1759 e consacrata nel 1764, dopo anni di discussioni sull'opportunità o meno di abbattere la vecchia chiesa parrocchiale medievale di San Pietro (di proprietà dei monaci del monastero di Breme, già della Novalesa), troppo piccola e fatiscente.
 La chiesa è a navata unica rettangolare con sei cappelle, tre per lato, comunicanti. Il soffitto è a botte ed affrescato dai fratelli Paolo Emilio Morgari e Luigi Morgari.  Sotto l'altare maggiore è presente un'urna riccamente cesellata in cui è conservato il corpo di santa Giustina martire proveniente dalle catacombe romane, protettrice dei frutti della terra, festeggiata ogni anno nell'ultima domenica di ottobre.

### La Chiesa dei Batu
La confraternita di San Marco, conosciuta con il nome di "Chiesa dei Batu", ha svolto un ruolo significativo nella storia del paese. Essa era proprietà dell'antica Compagnia dei Disciplinanti, o Battuti, movimento religioso che si rifà alla predicazione di san Vincenzo Ferreri ma che ha le sue origini più lontane nei movimenti pauperistici dell'XI secolo.
I lavori per la costruzione iniziarono nel 1596 e si conclusero con la consacrazione nel 1604 da parte dell'arcivescovo Carlo Broglia che per l'occasione ricevette il dono di un baldacchino in damasco. In una relazione del tempo si legge «…si andava a gara tra confratelli e sorelle, di arricchir di arredi la nuova chiesa…», tanto che diventò uno specchio per la nobiltà locale, che poteva confrontarsi nelle iniziative devozionali. Il risultato fu la creazione di un ricco e fastoso arredo di cui ora non rimane altro che la descrizione.
 Ristrutturata nel 1844 e nuovamente alla fine del secolo per rimediare a una situazione dissestata da interventi provvisori. La decadenza iniziò ai primi del Novecento quando le peggiorate condizioni della popolazione locale non permisero più di elargire doni come in passato.

### La Chiesa di San Gregorio (Grato) e poi Giorgio al Cimitero

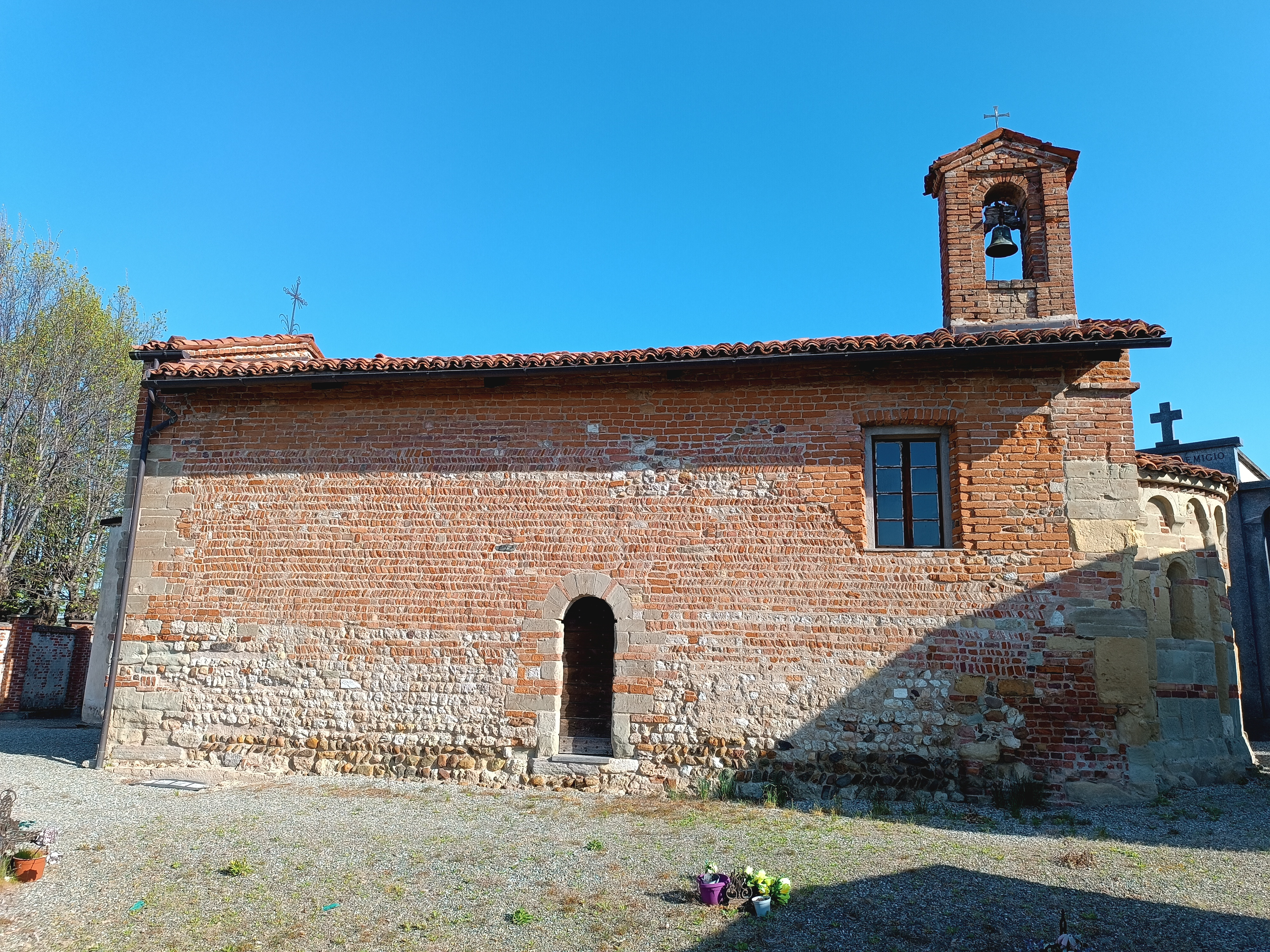
Chiesa di San Giorgio nel cimitero

La Chiesa era originariamente detta di "San Gregorio, (Grato)", come risulta nella visita pastorale del 1584 di monsignor Peruzzi.  Sorge alla sommità dell'omonima collina di S: Giorgio, a nord, poco distante dal paese, nell'antico cimitero (I-II, secolo a.C.),  ed ex Curtem in Andeco.. Di antichissima origine, la parete sud (meglio conservata), seppur ampiamente rimaneggiata, conserva i segni di muratura costruita con materiale litico di recupero dall'adiacente Cimitero e risalente all'età Romana.  Nel X-XI secolo, sono state aggiunte l'Abside ed i portali in stile romanico-lombardo e successivamente restaurata più volte nei secoli.  I lavori di restauro del 1959 hanno evidenziato la natura più antica della Chiesa: la parete nord ed il tetto sono state totalmente rifatti e la facciata rimaneggiata.

## Società

### Evoluzione demografica
Negli ultimi settanta anni, a partire dal 1951, la popolazione residente è raddoppiata.
Abitanti censiti

### Stranieri
Secondo i dati Istat al 31 dicembre 2017, i cittadini stranieri residenti ad Andezeno sono 188, così suddivisi per nazionalità, elencando per le presenze più significative:
1. Romania, 136

## Cultura

### Biblioteche
Ad Andezeno è presente una biblioteca civica, registrata sotto il Polo regionale Piemonte 2.

## Economia
Paese prevalentemente agricolo sino al secondo dopoguerra, dai primi anni Sessanta ha subito una forte industrializzazione. Ai primi anni Ottanta risale la costruzione di un'area artigianale-industriale situata a sud-ovest rispetto all'abitato.
 Oggi Andezeno vanta numerose piccole e medie aziende nei settori alimentare, meccanico, tessile, grafico, cartotecnico, stampaggio materie plastiche, industria molitoria, produzione di mangimi e alimenti per animali e pitture speciali per l'edilizia.
 Tra i prodotti tipici locali spiccano il grissino Rubatà, il rinomato vino Freisa, le cipolle "piatline", i cardi, protagonisti della "Sagra del Cardo e della Bagna Càuda", manifestazione che ha luogo ogni anno la seconda domenica di ottobre.

## Amministrazione

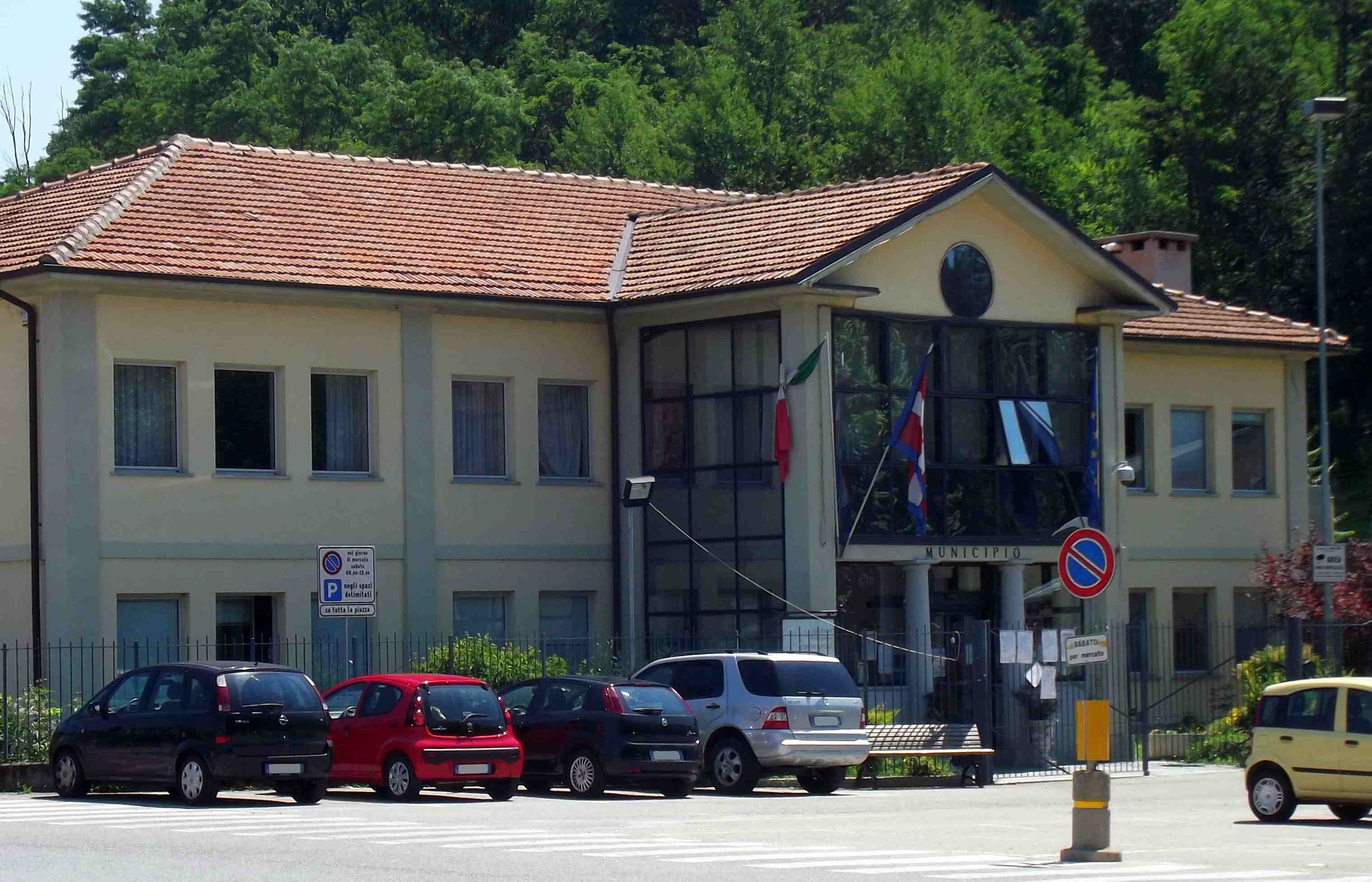
Il municipio

| Periodo | Periodo   | Primo cittadino    | Partito                         | Carica  | Note       |
| ------- | --------- | ------------------ | ------------------------------- | ------- | ---------- |
| 2004    | 2009      | Emanuelita Nosengo | lista civica                    | Sindaco |            |
| 2009    | 2014      | Emanuelita Nosengo | lista civica                    | Sindaco | II mandato |
| 2014    | 2019      | Franco Gai         | lista civica Tutti per Andezeno | Sindaco |            |
| 2019    | 2024      | Franco Gai         | lista civica Tutti per Andezeno | Sindaco | II mandato |
| 2024    | in carica | Agostino Ambrassa  | lista civica Tutti per Andezeno | Sindaco |            |